# Guvernul Dimitrie A. Sturdza (4)
Guvernul Dimitrie A. Sturdza (4) a fost un consiliu de miniștri care a guvernat România în perioada 12 martie 1907 - 27 decembrie 1908.
La data de 1 aprilie 1907, Ministerul Agriculturii, Industriei, Comerțului și Domeniilor s-a împărțit în două: Ministerul Agriculturii și Domeniilor și Ministerul Industriei și Comerțului (devenit al nouălea Minister în cadrul Guvernului României).

## Componența
- Președintele Consiliului de Miniștri

Dimitrie A. Sturdza (12 martie 1907 - 27 decembrie 1908)
- Ministrul de interne

Ion I.C. Brătianu (12 martie 1907 - 27 decembrie 1908)
- Ministrul de externe

Dimitrie A. Sturdza (12 martie 1907 - 27 decembrie 1908)
- Ministrul finanțelor

Emil Costinescu (12 martie 1907 - 27 decembrie 1908)
- Ministrul justiției

Toma Stelian (12 martie 1907 - 27 decembrie 1908)
- Ministrul cultelor și instrucțiunii publice

Spiru Haret (12 martie 1907 - 27 decembrie 1908)
- Ministrul de război

General Alexandru Averescu (12 martie 1907 - 27 decembrie 1908)
- Ministrul lucrărilor publice

Vasile G. Morțun (12 martie 1907 - 27 decembrie 1908)
- Ministrul agriculturii, industriei, comerțului și domeniilor

Anton Carp (12 martie - 1 aprilie 1907)
- Ministrul agriculturii și domeniilor

Anton Carp (1 aprilie 1907 - 27 decembrie 1908)
- Ministrul industriei și comerțului

ad-int. Anton Carp (1 aprilie 1907 - 2 iunie 1908)
Alexandru Djuvara (2 iunie - 27 decembrie 1908)

## Sursa
- Stelian Neagoe - "Istoria guvernelor României de la începuturi - 1859 până în zilele noastre - 1995" (Ed. Machiavelli, București, 1995)

| Precedat(ă) de: Guvernul George Gr. Cantacuzino (2) | Guvernul Dimitrie A. Sturdza (4) 12 martie 1907 - 27 decembrie 1908 | Succedat(ă) de: Guvernul Ion I.C. Brătianu (1) |